# Richard Goldschmidt
Richard Goldschmidt, född 12 april 1878, död 24 april 1958, var en tysk zoolog och ärftlighetsforskare.
Goldschmidt blev extraordinarie professor i München 1909, och var från 1914 medlem av Kaiser Wilhelm Institut für Biologie i Schlachtensee samt 1921 2:e direktör där. Goldschmidt har framför allt sysslat med könsbestämmingens problem och med genernas samspel från fysiologisk synpunkt. Bland hans arbeten märks Einführung in die Vererbungswissenschaft (1911), Mechanismus und Physiologie der Geschlechtsbestimmung (1920), samt Physiologische Theorie der Vererbung.  Goldschmidt är mest känd idag för sina saltationistiska idéer.